# Ivica Barbarić
Ivica Barbarić (sinh ngày 23 tháng 2 năm 1962) là một cầu thủ bóng đá người Croatia.

## Đội tuyển bóng đá quốc gia Nam Tư
Ivica Barbarić thi đấu cho đội tuyển bóng đá quốc gia Nam Tư từ năm 1988.